# (3202) Graff
(3202) Graff es un asteroide que forma parte del cinturón exterior de asteroides y fue descubierto por Maximilian Franz Wolf el 3 de enero de 1908 desde el Observatorio de Heidelberg-Königstuhl, Alemania.

## Designación y nombre
Graff se designó inicialmente como A908 AA.
Más adelante, en 1990, a propuesta de Brian Marsden y Conrad M. Bardwell, fue nombrado en honor del astrónomo estadounidense Gareth «Graff» Vaughan Williams.

## Características orbitales
Graff está situado a una distancia media del Sol de 3,935 ua, pudiendo alejarse hasta 4,39 ua y acercarse hasta 3,48 ua. Tiene una inclinación orbital de 11,1 grados y una excentricidad de 0,1156. Emplea en completar una órbita alrededor del Sol 2851 días.
Graff pertenece al grupo asteroidal de Hilda.

## Características físicas
La magnitud absoluta de Graff es 10,9.